# Cổ nhân loại học
Cổ nhân loại học hoặc nhân học cổ đại là một ngành khảo cổ học với trọng tâm nghiên cứu là con người .
Cổ nhân loại học tìm hiểu sự phát triển trước đây của người hiện đại về giải phẫu, một quá trình được gọi là hominization (loài người hóa), thông qua việc tái dựng các dòng tiến hóa trong họ Hominidae, dựa trên các bằng chứng sinh học (chẳng hạn như tàn tích xương hóa thạch, các mảnh xương, dấu chân) và các bằng chứng văn hóa (như các công cụ bằng đá, hiện vật, và các địa điểm cư trú). Lĩnh vực này sử dụng kết hợp đa ngành, gồm cổ sinh vật học, nhân học sinh học và nhân học văn hoá. Với công nghệ và phương pháp tiên tiến, di truyền học đóng vai trò ngày càng tăng, đặc biệt là để kiểm tra và so sánh cấu trúc DNA như là một công cụ quan trọng của việc nghiên cứu các dòng họ tiến hóa của các loài và chi liên quan .
Cổ nhân loại học theo tiếng Anh là Paleoanthropology, có gốc từ tiếng Hy Lạp là παλαιός palaiós: cổ; ἄνθρωπος ánthrōpos: người; λογία logía: môn học, nghiên cứu.